# 黄海南道
黄海南道（ファンヘナムどう、朝鮮語チョソングル表記：황해남도〔ファンヘナムド〕）は、朝鮮民主主義人民共和国（北朝鮮）南西部（朝鮮半島中西部）に位置する行政区。1949年に黄海道が南北に分割されて形成され、現在に至る。

## 地理歴史
東は黄海北道、西は黄海、北は平安南道、南浦特級市、黄海北道、南は大韓民国仁川広域市、朝鮮西海に面す。黄海南道に、市は一つしかない。
平野が広く、載寧平野、延白平野などの朝鮮有数の平野がある。農業は米、綿花、とうもろこしなどが多く生産され、北朝鮮でも特に農業が盛んである。水産業は黄海沿岸で盛ん。鉱物は金、亜鉛、銀など資源が多い。
第二次世界大戦後、日本統治時代の黄海道の範囲に北緯38度線が走っていたことで、黄海道は南北に分断される。黄海道の主要な都市をはじめとする面積の大部分は北側に属したため、1945年11月4日に韓国は黄海道碧城郡・延白郡・長淵郡・甕津郡を京畿道に編入した。尚、碧城郡は延白郡と甕津郡に分割編入され、長淵郡は甕津郡に編入され消滅した。

## 黄海南道の下位行政区画

### 市部
- 海州市 - 해주시【海州市】Haeju-si （ヘジュ=シ、黄海南道道都）

### 郡部
- 碧城郡 - 벽성군【碧城郡】Pyŏksŏng-gun （ピョクソン=グン）
- 康翎郡 - 강령군【康翎郡】Kangryŏng-gun （カンニョン=グン）
- 甕津郡 - 옹진군【甕津郡】Ongjin-gun （オンジン=グン）
- 苔灘郡 - 태탄군【苔灘郡】Thaethan-gun （テタン=グン）
- 長淵郡 - 장연군【長淵郡】Jangyŏn-gun （チャンヨン=グン）
- 龍淵郡 - 룡연군【龍淵郡】Ryongyŏn-gun （リョンヨン=グン）
- 三泉郡 - 삼천군【三泉郡】Samchŏn-gun （サムチョン=グン）
- 松禾郡 - 송화군【松禾郡】Songhwa-gun （ソンファ=グン）
- クァイル郡 - 과일군【 - 郡】Kwail-gun （クァイル=グン）
- 殷栗郡 - 은률군【殷栗郡】Ŭnnyul-gun （ウンニュル=クン）
- 銀泉郡 - 은천군【銀泉郡】Ŭnchŏn-gun （ウンチョン=グン）
- 安岳郡 - 안악군【安岳郡】Anak-gun （アナク=グン）
- 信川郡 - 신천군【信川郡】Sinchŏn-gun （シンチョン=グン）
- 載寧郡 - 재령군【載寧郡】Jaeryŏng-gun （チェリョン=グン）
- 峰泉郡 - 봉천군【峰泉郡】Pongchŏn-gun （ポンチョン=グン）
- 白川郡 - 배천군【白川郡】Paechŏn-gun （ペチョン=グン）
- 新院郡 - 신원군【新院郡】Sinwŏn-gun （シヌォン=グン）
- 延安郡 - 연안군【延安郡】Yŏnan-gun （ヨナン=グン）
- 青丹郡 - 청단군【靑丹郡】Chŏngtan-gun （チョンダン=グン）